# Llyn Tegid
Llyn Tegid (ibland in engelska: Bala Lake) är en sjö i Storbritannien.   Den ligger i riksdelen Wales, i den södra delen av landet, 280 km nordväst om huvudstaden London. Llyn Tegid ligger 160 meter över havet. Arean är 4,8 kvadratkilometer. I omgivningarna runt Bala Lake växer i huvudsak blandskog. Den sträcker sig 4,5 kilometer i nord-sydlig riktning, och 3,9 kilometer i öst-västlig riktning.
Följande samhällen ligger vid Llyn Tegid:
- Bala (cirka 2 000 invånare)